# Nick Szabo
Nicholas Szabo es un científico de la computación, académico legal y criptógrafo conocido por su investigación en contratos inteligentes y moneda digital.

## Vida personal
Szabo reside actualmente en Seattle, Washington y está casado con Michelle Szabo.

## Carrera
Szabo se graduó de la Universidad de Washington en 1989 con un título en ciencias de la computación y recibió un Juris Doctor de la Facultad de Derecho de la Universidad George Washington. Tiene una cátedra honoraria en la Universidad Francisco Marroquín.

## Pagos y moneda digital
La frase y el concepto de "propiedad inteligente" fueron desarrollados por Szabo con el objetivo de llevar lo que él llama las prácticas "altamente evolucionadas" del derecho contractual y la práctica al diseño de protocolos de comercio electrónico entre desconocidos en Internet. En 1994, escribió una introducción al concepto y, en 1996, una exploración de lo que los contratos inteligentes podrían hacer. Nick Szabo propuso un mercado digital construido sobre estos procesos automáticos y criptográficamente seguros.[cita requerida]
Szabo argumentó que una granularidad mínima de micropagos está determinada por los costos de transacción mentales. En un momento dado[¿cuándo?] Szabo fue defensor de las técnicas de extensión de la vida "extropianas".
En 1998, Szabo diseñó un mecanismo para una moneda digital descentralizada que llamó "bit gold". Bit gold nunca fue implementado, pero ha sido llamado "un precursor directo de la arquitectura de Bitcoin." Según Szabo, estaba específicamente enfocado en el problema del doble gasto: "Estaba tratando de imitar lo más cerca posible en el ciberespacio las características de seguridad y confianza del oro, y la principal entre ellas es que no depende de una autoridad central confiable."
En la estructura de bit gold de Szabo, un participante dedicaría poder de cómputo a resolver problemas criptográficos. En una red bit gold, los problemas resueltos serían enviados al registro público tolerante a fallos bizantinos y asignados a la clave pública del solucionador. Cada solución se convertiría en parte del siguiente desafío, creando una cadena creciente de nueva propiedad. Este aspecto del sistema proporcionaba una forma para que la red verificara y marcara temporalmente las nuevas monedas, porque a menos que una mayoría de las partes acordara aceptar nuevas soluciones, no podían comenzar con el siguiente problema. (véase también: sistema de prueba de trabajo).
Aunque Szabo lo ha negado repetidamente, la gente ha especulado que él es Satoshi Nakamoto, el creador de Bitcoin. La investigación del autor financiero Dominic Frisby proporcionó evidencia circunstancial pero, como él admite, no existe prueba de que Satoshi sea Szabo. En un correo electrónico de julio de 2014 a Frisby, Szabo dijo "Lamento que te hayas equivocado al doxearme como Satoshi, pero estoy acostumbrado." Nathaniel Popper escribió en The New York Times que "la evidencia más convincente apuntaba a un recluso estadounidense de ascendencia húngara llamado Nick Szabo." En 2008, antes del lanzamiento de bitcoin, Szabo escribió un comentario en su blog sobre la intención de crear una versión en vivo de su moneda hipotética.